# Wijeyananda Dahanayake
Wijeyananda Dahanayake (syngaleski විජයානන්ද දහනායක, tamilski விஜயானந்த தகநாயக்கா; ur. 22 października 1902 w Galle, zm. 4 maja 1997 tamże) – cejloński polityk, premier kraju w okresie 26 września 1959 – 20 marca 1960, powołany po zabójstwie dotychczasowego szefa rządu Solomona Bandaranaike. Ustąpił ze stanowiska wskutek konfliktu w łonie rządzącej Partii Wolności (na przełomie 1959 i 1960 usunął jej polityków z rządu) i przegranych wyborów do parlamentu, w których wystartował w szeregach założonej przez siebie Partii Demokratycznej (Lanka Prajatantra Party/Lanka Democratic Party).